# John Hamilton (agent secret)
Pour les articles homonymes, voir John Hamilton et Hamilton.
John Hamilton (1907 ?-1944) fut, pendant la Seconde Guerre mondiale, un agent secret britannique du Special Operations Executive.

## Identités
- État civil : John Trevor Hamilton
- Comme agent du SOE :
- Nom de guerre (field name) : « François »
- Nom de code opérationnel : TOBACCONIST (en français DÉBITANT DE TABAC)

Parcours militaire : SOE, section F, General List ; grade : lieutenant ; matricule : 250966.
Pour accéder à une photographie de John Hamilton, se reporter au paragraphe Sources et liens externes en fin d’article.

## Famille
Sa femme : Leone Hamilton, Tunbridge Wells, Kent.

## Éléments biographiques
John Hamilton naît à Swansea, Glamorgan, en 1907 (?).
Armateur, qui a résidé à Paris,
Mission
Définition de la mission : c'est une mission de reconnaissance, consistant à prendre contact avec Georges Duboudin pour lui apporter les directives de Londres, à s’informer sur son réseau SPRUCE et à rapporter ces informations à Londres.
Âgé de trente-cinq ans, il est parachuté dans la vallée du Rhône, le 29 décembre 1942. Il est hébergé chez Joseph Marchand « Ange », le chef du réseau NEWSAGENT. Le 31 décembre, deux jours après son arrivée, les Allemands, à la recherche d’un agent de la filière VIC, font une descente dans l’appartement et l’arrêtent.
Aux mains de l'ennemi
Il est exécuté en captivité, à Gross-Rosen, en août-septembre 1944.

## Reconnaissance

### Distinction
Les sources ne mentionnent aucune distinction.

### Monuments
- En tant que l'un des 104 agents du SOE section F morts pour la France, John Hamilton est honoré au mémorial de Valençay (Indre).
- Brookwood Memorial, Surrey, panneau 22, colonne 1.
- Au mémorial du camp de concentration de Gross-Rosen, situé près de Rogoźnica (Pologne), une plaque honore la mémoire des dix-neuf agents de la section F qui y ont été exécutés en août-septembre 1944, dont John Hamilton. Réalisée en granit local, en provenance d'une carrière où devaient travailler les détenus, elle a été élevée sur l'initiative du Holdsworth Trust.